# 寺下郁夫
寺下 郁夫（てらした　いくお　1952年8月30日- ）は日本のプロゴルファー、ゴルフ指導者。静岡県伊東市出身。浜松カントリークラブ所属。

## 来歴
専修大学を卒業し、同大学出身者として初のプロゴルファーとなる。
葛城ゴルフクラブ、浜松カントリークラブ支配人を歴任する。
葛城ゴルフ倶楽部所属時代に藤田寛之、肥後かおり、藤野オリエ、中嶋千尋などプロを指導。